# Stenstötning
Stenstötning var en idrottsgren som idkades fram till början av 1900-talet, om än sparsamt.

## Historik
Stenstötning är näst stenkast sannolikt den äldsta form av kast som förekommit i (primitiv) tävlingsform.
Stenar (stenblock) användes under forn- och medeltiden som kastvapen i krig, och skicklighet i att kasta eller stöta tunga stenar skattades högt. Tävlingar i stenstötning arrangerades också vid antikens OS samt omtalas även i t. ex. Nibelungensagan. Uppgifterna om stenarnas vikt varierar så starkt, att en förväxling av stenstötning och primitiv tyngdlyftning säkerligen ofta föreligger. Många uppgifter är otroliga. Så har man t. ex. i Olympia funnit ett sandstensblock på 150 kg från 600-talet f. Kr. med inskription, att Bybon med en hand skulle ha kastat stenen över huvudet.
På 1400- och 1500-talen tävlades flitigt i stenstötning i Sydtyskland och Schweiz, i vilket senare land utövades denna idrott ännu ca 1940. Se även Schwingen. Sålunda nådde segraren vid en hjortfest 1808 med en 84 kg kalksten 3 m. Vid turnfesterna på 1860-talet i Tyskland återupptogs samma tävlingsform, som beskrivs i Nibelungensagan: den tävlande gjorde en stöt med en 17 kg sten och därefter ett längdhopp, varvid bästa sammanlagda resultatet räknades. Senare fastställdes stenens vikt till 15 kg.

## Stenstötning i modern idrott
Stenstötning har sparsamt förekommit i modern idrott, men ingår sedan 1855 i schweiziska turnförbundets tävlingsfester. Stöten skedde med en hand, och tekniken liknade den som användes vid kulstötning (som senare helt har utträngt stenstötning från programmet).
Vid OS 1906 arrangerades en tävling med 6,35 kg sten och med samma ansatslinje som i spjutkastning. Resultatet blev:
1. N. Georgantas, Grekland, 19,925 cm
2. M. Sheridan, USA, 19,035
3. N. Dorizas, Grekland, 18,585
4. E. Lemming, Sverige

Under 1920- och 1930-talen upptogs stenstötning med 15 kg sten vid arbetarsporttävlingar i Centraleuropa, varvid stöten skedde från en halvcirkel med 3,5 m diameter.
Detta är en bearbetad artikel från Nordisk Familjeboks Sportlexikon (1938).